# حبي الباهر (مسلسل)
حبي الباهر مسلسل تلفزيوني كويتي من
بطولة جاسم النبهان، إبراهيم الحربي، باسمة حمادة، زهرة الخرجي، فوز الشطي، حمد أشكناني، أُنتِج في عام 2022 ، وهو من تأليف الكاتبة علياء الكاظمي ، ومن إخراج المخرج خالد جمال.

## طاقم العمل

### الممثلون
- جاسم النبهان بدور (سعد)
- إبراهيم الحربي بدور (محمد الباهر)
- باسمة حمادة بدور (ماجدة)
- زهرة الخرجي بدور (بدرية)
- فوز الشطي بدور (صفية)
- حمد أشكناني بدور (يوسف)
- محمد الدوسري بدور (خالد)
- إيمان الحسيني بدور (ابتهال)
- في الشرقاوي بدور (ابتسام)
- ناصر الدوسري بدور (أسامة)
- ناصر كرماني بدور (منصور) ««ظهور خاص»»
- غدير زايد بدور (رانيا)
- غرور بدور (سميرة)
- نواف الفجي بدور (جاسم)
- هدى حمدان بدور (مرايم)

## ملخص القصة
يحول الطمع والجشع كل شيء جميل إلى مسخ، وهو ما حدث بين عائلة محمد الباهر، وعائلة سعد، الذي لا يرضيه شيء، ويعمي قلبه حبه للمال، ويتطلع مع زوجته للوصول إلى عائلة الباهر بالرغم من الفارق الاجتماعي الكبير بينهما.